# Nonyma unicolor
Nonyma unicolor là một loài bọ cánh cứng trong họ Cerambycidae.